# Lenguas preindoeuropeas

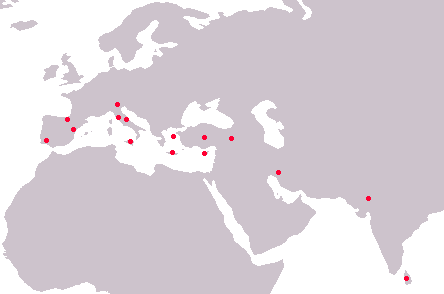
Localización de las lenguas preindoeuropeas documentadas: Península ibérica: euskera, tartesio, ibérico; Península itálica: etrusco, rético, sicano, piceno septentrional, Península anatolia: hático, hurrito-urartiano, Grecia y Chipre: lemnio, eteocretense, eteochipriota, Irán: elamita, India: idioma de Harappa, Sri Lanka: vedda.

Las lenguas preindoeuropeas son varias lenguas autóctonas de Eurasia que en su gran mayoría se extinguieron a consecuencia de las migraciones indoeuropeas (2800-1000 a. C.). Se trata de pueblos prehistóricos del neolítico o influencias de tipo sustrato anteriores a la presencia de lenguas indoeuropeas en los territorios que formaron el dominio lingüístico de estas lenguas autóctonas o en territorios adyacentes. Algunos ejemplos son el ibérico, el tartesio, el aquitano o el etrusco. 
La arqueogenética ha mostrado que muchos de estos pueblos neolíticos europeos, llamados colectivamente primeros agricultores europeos, proceden de pueblos neolíticos de Anatolia que a partir del 7000 a. C. se expandieron a Europa. Igualmente, también algunos de los primeros agricultores del sur de Asia se expandieron desde la meseta irania, teniendo su origen igual que los primeros agricultores anatolios en los agricultores del Creciente Fértil.